# عشق پنهان
عشق پنهان (فرانسوی: L'Amour caché‎) فیلمی در ژانر درام است که در سال ۲۰۰۷ منتشر شد. از بازیگران آن می‌توان به ایزابل هوپر، گرتا اسکاکی، ملانی لوران، و الیویه گورمه اشاره کرد.